# Station Château-Arnoux-Saint-Auban
Station Château-Arnoux-Saint-Auban is een spoorwegstation in de Franse gemeente Château-Arnoux-Saint-Auban.